# Santiago Casares Quiroga
Santiago Casares y Quiroga (n. 8 mai 1884, A Coruña, Galicia, Spania – d. 17 februarie 1950, Paris, Franța) a fost prim-ministru al Spaniei între 13 mai și 19 iulie 1936. Prim-ministru republican la data respectivă, Casares Quiroga a demisionat la doar 48 de ore de la începutul insurecției franchiste⁠(d) care a dus la Războiul Civil Spaniol.

## Biografie
Casares Quiroga a fost unul dintre cei șapte fii ai lui Santiago Casares Paz și Rogelia Quiroga Moredo. El a moștenit ideologia republicană de la tatăl său, un francmason care a fost ales primar al capitalei galiciene în 1917. La fel ca acesta, Quiroga era ateu. 
Lider și fondator al Organizației Republicane Autonome Galiciene (Organización Republicana Galega Autónoma, sau ORGA), un partid regionalist din Galicia, Casares a participat la Pactul de la San Sebastián în 1930, o platformă compusă din principalele partide ale opoziției republicane, care urmăreau să doboare monarhia lui Alfonso al XIII-lea. El a servit ca reprezentant al Federației Republicane Galiciene, un grup republican format de ORGA și de alte forțe republicane din regiune, cum ar fi Partidul Radical, federaliștii și socialiștii radicali.
În decembrie 1930, a fost trimis clandestin la Jaca, ca delegat al Comitetului Național Revoluționar (CRN), pentru a-l împiedica pe căpitanul Fermín Galán Rodríguez să mobilizeze garnizoana locală înainte de data convenită de CRN. Casares Quiroga nu a ajuns la timp pentru a-l opri pe Galán, iar răscoala din Jaca a avut loc la 12 decembrie 1930, fără succes. Ca urmare, Casares Quiroga a fost condamnat la închisoare.
Odată cu proclamarea celei de-a Doua Republici Spaniole, în aprilie 1931, a fost numit Ministru al Marinei în guvernul provizoriu, devenind mai târziu Ministrul Guvernării (de Interne). A fost ales deputat pentru ORGA în Curțile Constituante și a rămas ministru în timpul guvernării socialist-republicane (1931–1933) a lui Manuel Azaña, prieten personal al lui Casares.
A fost reales în 1933, iar în 1934 s-a alăturat partidului său (devenit Partidul Republican Galician), împreună cu Azaña și alții pentru a crea Stânga Republicană, un partid care va deveni apoi parte a Frontului Popular. Quiroga a fost ales din nou în februarie 1936 și a fost numit Ministru al Lucrărilor Publice. După ce Azaña a devenit președinte al republicii în mai, Quiroga a devenit pe 10 mai cel de-al 132-lea prim-ministru al Spaniei și Ministru de Război. În calitate de prim-ministru, a organizat referendumul privind Statutul de Autonomie al Galiciei, al treilea statut de autonomie conferit sub Republică, după Catalonia și Țara Bascilor, care a fost aprobat la 28 iunie 1936.
Acesta încă era prim-ministru când au avut loc conspirația militară și revolta din 17 iulie 1936, care au escaladat apoi în Războiul Civil Spaniol. Incapabil să facă față rebeliunii, Casares și-a dat demisia pe 19 iulie și a fost înlocuit de Diego Martínez Barrio, al cărui guvern nu a fost niciodată confirmat, și apoi, definitiv, de José Giral. Există un consens istoric în privința faptului că Quiroga a refuzat să livreze armament organizațiilor revoluționare muncitorești, pe măsură ce, în paralel, se desfășura revolta fascistă. Memoriile fiicei sale, actrița María Casares, au negat acest aspect.
Nu a deținut nicio altă funcție în timpul războiului civil și a fugit în Franța, împreună cu Azaña și Martínez Barrio, după căderea Cataloniei în mâinile franchiștilor. Santiago Casares Quiroga a murit în exil în 1950.